# Christian Menn

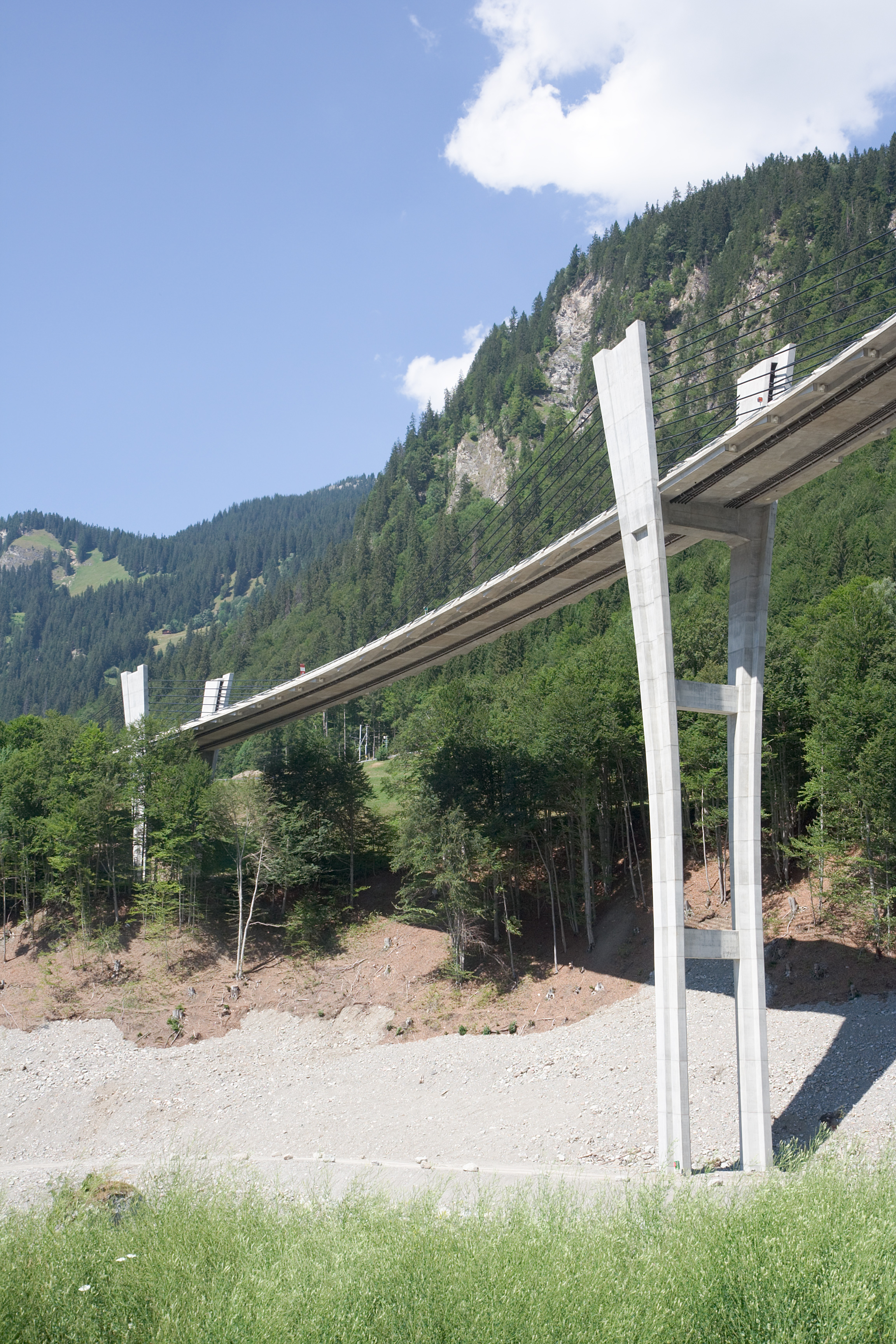
Il ponte Sunniberg vicino a Klosters-Serneus, uno dei suoi progetti più famosi

Christian Menn (Meiringen, 3 marzo 1927 – Coira, 16 luglio 2018) è stato un ingegnere svizzero noto per le sue costruzioni di ponti.

## Biografia
Nato a Meiringen nel Cantone di Berna, dopo gli studi al Politecnico di Zurigo aprì nel 1957 uno studio di ingegneria a Coira, specializzato nella costruzione di ponti. Nel corso della sua carriera progettò circa 100 ponti, in Svizzera e all'estero.
Alla carriera professionale affiancò quella accademica, come professore al Politecnico di Zurigo.
Per la sua attività ricevette numerosi premi e riconoscimenti, come l'International Award of Merit in Structural Engineering dell'International Association for Bridge and Structural Engineering nel 2009.